# Giovanni Martinotti
Giovanni Martinotti (Villanova Monferrato, 1º ottobre 1857 – Bologna, 11 ottobre 1928) è stato un patologo italiano.

## Biografia

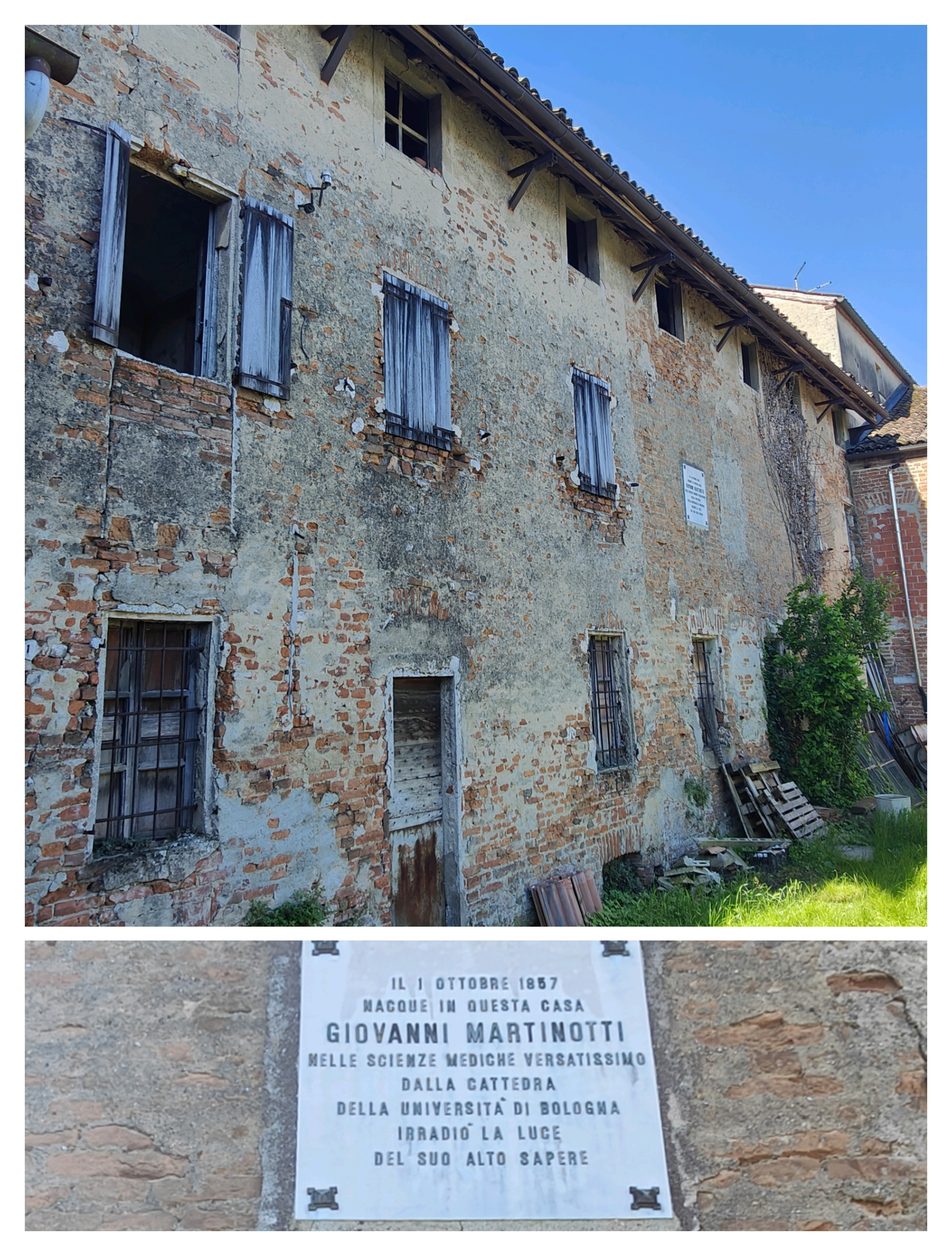
Villanova Monferrato, casa natale del celebre medico in via Vittorio Veneto

Dopo aver conseguito la licenza liceale a Casale Monferrato, si trasferì a Torino per frequentare l'università, iscrivendosi alla facoltà di medicina. Si laureò nella sessione estiva del 1880 ed iniziò subito ad occuparsi di patologia anatomica. Dopo diversi incarichi nel capoluogo piemontese, anche in campo accademico, fu direttore nel 1884 del museo di anatomia patologica Riberi annessa all'ospedale Maggiore di Torino (l'attuale Molinette), nel 1889 ottenne una cattedra di patologia anatomica all'Università di Modena per poi passare, nel 1891, a quella di Siena. 
Nel 1893 venne trasferito all'Università di Bologna dove divenne preside della facoltà di medicina presso la quale concluse la sua carriera accademica.

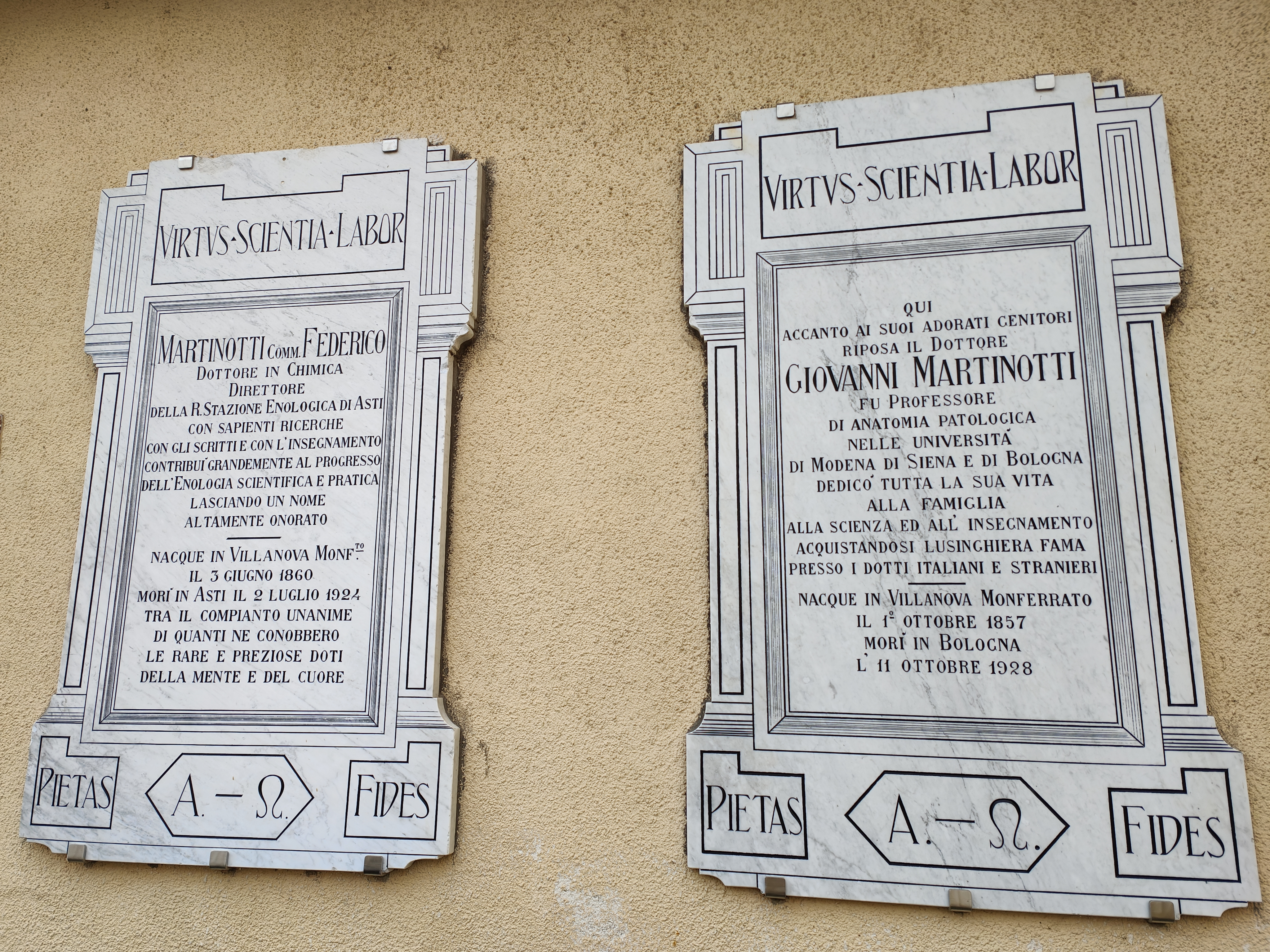
Le lapidi in onore dei fratelli Giovanni e Federico Martinotti poste in piazza Finazzi davanti al Comune monferrino villanovese a lato dell'oratorio di San Michele

Nel corso della sua carriera si occupò di istologia anatomopatologica di vari organi.
Suo fratello era il farmacista ed enologo Federico.